# Steven Zuber
Steven Zuber, né le 17 août 1991 à Winterthour, est un footballeur international suisse qui évolue au poste de milieu gauche au FC Zurich.

## Biographie

### En club

#### Grasshopper Zurich (2008-2013)
Conscient de son talent, Grasshopper Zurich le fait venir à 15 ans dans son club. C'est d'ailleurs là qu'il commence sa carrière et il a joué 146 matchs pour un total de 33 buts avec les "Sauterelles". 

#### CSKA Moscou (2013-2014)
En 2013, à 22 ans seulement il est transféré au CSKA Moscou où il jouera 39 matchs en une saison sans convaincre pour autant en ne marquant qu'un petit but. 

#### TSG Hoffenheim (2014-2020)
Du coup en 2014, il est transféré à TSG Hoffenheim où il joue environ 20 matchs lors de sa première saison pour une passe décisive. En 2015, il prend de l'ampleur et est titulaire presque indiscutable pour commencer la saison 2015-2016. Quatre ans plus tard, après une première partie de saison mitigée (12 matchs joués, 9 en Bundesliga, 3 en Ligue des champions). 
En 2020, il quitte Hoffenheim pour rejoindre l'Eintracht Francfort.

##### Prêt au VfB Stuttgart (2019)
Le Suisse rejoint, lors du mercato hivernal, en prêt le VfB Stuttgart pour 18 mois, contre la somme de 600 000 €.

#### Eintracht Francfort (2020-2022)
Il rejoint l'Eintracht Francfort le 4 août 2020.

##### Prêt au AEK Athènes (2021-2022)
Il est prêté 1 saison au AEK Athènes par l'Eintracht Francfort.

#### AEK Athènes (depuis 2022)
Il reste au AEK Athènes où il a signé un contrat allant jusqu'en 2025.

### En sélection
Convoqué pour la première fois en 2013 par Ottmar Hitzfeld, Zuber doit attendre le 25 mars 2017 lors d’un match de qualification pour la Coupe du monde contre la Lettonie pour jouer son premier match en équipe de Suisse.
Steven Züber dispute sa première compétition internationale lors de la Coupe du monde 2018 en Russie. Durant la compétition, il inscrivit un but face au Brésil sur une passe décisive de Xherdan Shaqiri. 
Il est retenu par le sélectionneur de la Suisse, Vladimir Petković, dans la liste des 26 joueurs suisses afin de participer à l'Euro 2020. Il termine meilleur passeur décisif de la compétition avec quatre offrandes.
En juin 2024, il figure dans la liste de 26 joueurs appelés par Murat Yakın pour l'Euro 2024.

## Style de jeu
Il est doté d'une excellente accélération et prend les défenseurs de vitesse. Il est aussi bon techniquement, il aime beaucoup repiquer dans l'axe pour frapper. Il a marqué plus de 15 buts de cette façon, mais il marque aussi plusieurs fois en coup franc, ce qui fait de lui un joueur complet.

## Statistiques
| Saison                | Club                  | Championnat           | Championnat | Championnat | Coupe(s) nationale(s) | Coupe(s) nationale(s) | Supercoupe | Supercoupe | Compétition(s) continentale(s) | Compétition(s) continentale(s) | Compétition(s) continentale(s) | Total | Total |
| Saison                | Club                  | Division              | M.          | B.          | M.                    | B.                    | M.         | B.         | Comp.                          | M.                             | B.                             | M.    | B.    |
| 2008-2009             | Grasshoppers          | Super League          | 10          | 0           | 1                     | 0                     | -          | -          | CI+C3                          | 3+2                            | 1+0                            | 16    | 1     |
| 2009-2010             | Grasshoppers          | Super League          | 20          | 5           | -                     | -                     | -          | -          | -                              | -                              | -                              | 20    | 5     |
| 2010-2011             | Grasshoppers          | Super League          | 34          | 4           | 3                     | 6                     | -          | -          | C3                             | 2                              | 0                              | 39    | 10    |
| 2011-2012             | Grasshoppers          | Super League          | 31          | 8           | 4                     | 2                     | -          | -          | -                              | -                              | -                              | 35    | 10    |
| 2012-2013             | Grasshoppers          | Super League          | 32          | 6           | 4                     | 1                     | -          | -          | -                              | -                              | -                              | 36    | 7     |
| Sous-total            | Sous-total            | Sous-total            | 127         | 23          | 12                    | 9                     | -          | -          | -                              | 7                              | 1                              | 146   | 33    |
| 2013-2014             | CSKA Moscou           | Premier League        | 27          | 1           | 3                     | 0                     | 1          | 0          | C1                             | 6                              | 0                              | 37    | 1     |
| 2014-2015             | CSKA Moscou           | Premier League        | 2           | 0           | -                     | -                     | 1          | 0          | -                              | -                              | -                              | 3     | 0     |
| Sous-total            | Sous-total            | Sous-total            | 29          | 1           | 3                     | 0                     | 2          | 0          | -                              | 6                              | 0                              | 40    | 1     |
| 2014-2015             | TSG 1899 Hoffenheim   | Bundesliga            | 17          | 0           | 4                     | 0                     | -          | -          | -                              | -                              | -                              | 21    | 0     |
| 2015-2016             | TSG 1899 Hoffenheim   | Bundesliga            | 12          | 2           | -                     | -                     | -          | -          | -                              | -                              | -                              | 12    | 2     |
| 2016-2017             | TSG 1899 Hoffenheim   | Bundesliga            | 24          | 4           | 2                     | 0                     | -          | -          | -                              | -                              | -                              | 26    | 4     |
| 2017-2018             | TSG 1899 Hoffenheim   | Bundesliga            | 20          | 1           | 1                     | 0                     | -          | -          | C1+C3                          | 2+4                            | 0                              | 27    | 1     |
| 2018-2019             | TSG 1899 Hoffenheim   | Bundesliga            | 9           | 0           | 1                     | 0                     | -          | -          | C1                             | 3                              | 1                              | 13    | 1     |
| 2018-2019             | VfB Stuttgart (prêt)  | Bundesliga            | 15          | 5           | -                     | -                     | -          | -          | -                              | -                              | -                              | 15    | 5     |
| 2019-2020             | TSG 1899 Hoffenheim   | Bundesliga            | 14          | 2           | 2                     | 0                     | -          | -          | -                              | -                              | -                              | 16    | 2     |
| Sous-total            | Sous-total            | Sous-total            | 111         | 14          | 10                    | 0                     | -          | -          | -                              | 9                              | 1                              | 130   | 15    |
| 2020-2021             | Eintracht Francfort   | Bundesliga            | 20          | 0           | 2                     | 0                     | -          | -          | -                              | -                              | -                              | 22    | 0     |
| 2021-2022             | Eintracht Francfort   | Bundesliga            | -           | -           | 1                     | 0                     | -          | -          | C3                             | -                              | -                              | 1     | 0     |
| Sous-total            | Sous-total            | Sous-total            | 20          | 0           | 3                     | 0                     | -          | -          | -                              | -                              | -                              | 23    | 0     |
| 2021-2022             | AEK Athènes (prêt)    | Super League          | 35          | 8           | 3                     | 0                     | -          | -          | C4                             | -                              | -                              | 38    | 8     |
| 2022-2023             | AEK Athènes           | Super League          | 28          | 8           | 6                     | 0                     | -          | -          | C4                             | -                              | -                              | 34    | 8     |
| Sous-total            | Sous-total            | Sous-total            | 63          | 16          | 9                     | 0                     | -          | -          | -                              | -                              | -                              | 72    | 16    |
| Total sur la carrière | Total sur la carrière | Total sur la carrière | 349         | 54          | 37                    | 9                     | 2          | 0          | -                              | 22                             | 2                              | 410   | 65    |

## Palmarès

### Club
| Grasshopper Zurich - Coupe de Suisse - Vainqueur en 2013 |  | CSKA Moscou - Supercoupe de Russie - Vainqueur en 2013 et 2014 - Championnat de Russie - Champion en 2014 |

### Distinction individuelle
- Meilleur passeur du Championnat d'Europe en 2021